# Gargara minuta
Gargara minuta är en insektsart som beskrevs av William D. Funkhouser. Gargara minuta ingår i släktet Gargara och familjen hornstritar. Inga underarter finns listade i Catalogue of Life.